# Cuarenta y dos
El cuarenta y dos (42) es el número natural que sigue al cuarenta y uno y precede al cuarenta y tres.

## Propiedades matemáticas
- Es un número semiperfecto.[1]

- Es un número abundante (la suma de sus divisores propios da un resultado mayor que el número).
- Un número de Catalan.
- Es un número de Harshad y un número de Moran.
- Un número de pastel.
- Número esfénico.
- Es un autonúmero.

### Descomposición en suma de tres cubos enteros
La descomposición de un número en la suma de tres cubos enteros, toma la forma:
{\displaystyle N=X^{3}+Y^{3}+Z^{3}}
siendo {\displaystyle N} un número entero positivo, y {\displaystyle (X,Y,Z)} tres números enteros (positivos o negativos). Se trata de una ecuación diofántica (un tipo de problemas con números enteros que ya se estudiaban en la Grecia clásica).  
Esta sencilla condición (desde el punto de vista aritmético), es extraordinariamente difícil de resolver desde el punto de vista numérico, puesto que no queda más remedio que ir comprobando ingentes combinaciones de números (con la ayuda de algoritmos auxiliares, que permiten descartar a priori determinadas ternas de números). De hecho, el reto se planteó en 1954, y desde entonces se fueron resolviendo todos los casos comprendidos entre 0 y 100, excepto el caso del número 33 (resuelto por Andrew Bookerm en abril de 2019) y el caso del número 42 (solucionado por el propio Bookern y por Andrew Sutherland en septiembre de 2019). El problema se ha resistido a los matemáticos durante 65 años.
La descomposición hallada del número 42 es la siguiente:
{\displaystyle 42=(-80538738812075974)^{3}+80435758145817515^{3}+12602123297335631^{3}}
Para obtener la gigantesca potencia de cálculo necesaria para abordar el problema, se utilizó un sistema colaborativo en red a través de internet, denominado Charity Engine, que emplea la potencia de cálculo sobrante de 500 000 ordenadores domésticos, desinteresadamente cedida por sus propietarios a través de una aplicación en línea.

## Química
- Es el número atómico del molibdeno.

## En la informática
- Número mágico usado por programadores
  - El carácter que es representado por el número 42 en el sistema ASCII es el *, el asterisco, también conocido como carácter comodín.
  - En todas las imágenes en formato TIFF, la segunda palabra de 16 bits es 42, la cual es usada junto con la primera palabra para indicar el orden de los bytes
  - En el sistema de archivos reiser4, 42 es el número de inodo del directorio raíz.
- La librería C de GNU, conjuntos de rutinas utilizadas en la programación, contiene una función—memfrob()—la cual ejecuta operaciones XOR sobre una determinada variable utilizando el número binario 00101010 (42) como cifrado XOR.
- 42 es el resultado obtenido de los motores de búsqueda Google, DuckDuckGo, Wolfram Alpha y Bing cuando se ingresa la consulta "the answer to life the universe and everything"
- El logo de Microsoft Windows 3.x está formado por 42 cuadrados que forman la cola izquierda.[3]
- El chat de Facebook tuvo un emoticon especial, cuando una persona escribía ":42:" en el chat, el número aparecía en blanco sobre una caja roja.

## Cultura popular
- Es la respuesta del sentido de la vida, el universo y todo lo demás, según el libro Guía del autoestopista galáctico, de Douglas Adams.
- 42 es el sexto y último número de la serie Lost.
- En la serie The X-Files el protagonista, Fox Mulder, vive en el departamento 42.
- Es la altura en pulgadas a la que están situadas las vallas de salto de vallas.
- 42 es el título de un episodio de Doctor Who.
- Fue el número usado por Jackie Robinson cuando jugaba con los Brooklyn Dodgers, el cual está retirado en todos los equipos de las Grandes Ligas.
- «42» es el título de una canción de la banda británica Coldplay.
- «42» es el título de una canción del álbum "Mixtape" del trío surcoreano 3Racha (쓰리라차)
- El 42 aparece frecuentemente en las adaptaciones de Miles Morales / Spider-Man
  - Spider-Verse
    - En Spider-Man: Into the Spider-Verse, aparece este número tres veces: la ficha del sorteo de Miles Morales es el 42, la araña que lo pica tiene el número 42, y cuando se cae de un edificio, hay un cuatro y un dos a sus lados.
    - En Spider-Man: Across the Spider-Verse, aparece la araña nuevamente, y la dimensión en la que Miles termina al final de la película es la Tierra-42, explicando el número que tenía la araña.

  - Marvel's Spider-Man
    - En el videojuego Marvel's Spider-Man, la araña que pica a Miles tiene el número 42, y en el spin-off Miles Morales, su nombre en redes sociales tiene el 42.

### Simbología binaria en la cultura popular

Sumados en línea, este cubo de 3x3x3 da siempre 42.

Dada su representación binaria, 101010, es de gran significado por ejemplo para la cultura Geek y friki, como se puede apreciar en la temática de ciencia ficción ya mencionada (The X-Files, The Hitchhiker's Guide to the Galaxy, Lost…). El grupo geek Geeks Without Bounds, utilizaron la fecha de la representación binaria (10 de octubre de 2010) para lanzar su campaña (101010 +) GWOBorg Hackathon) por el acceso a la información en países desfavorecidos.
En este sentido, incluso Canonical decidió lanzar Ubuntu 10.10 (Maverick Meerkat) con eslóganes del tipo redondo, perfecto... aunque en realidad la fecha de lanzamiento pueda parecer obvia.
Para otros grupos como los ecologistas también ha sido significativo. Greenpeace, por ejemplo, aprovechó la fecha para lanzar su campaña Greenpeace 10/10/10 Day of Climate Action (Día de Soluciones Climáticas) liderando una acción global también emprendida en el mismo sentido por la ONG 350.org.
Mientras, en Twitter y Facebook también se estableció tal fecha como El día del porno (hashtag #diaporno) por su representación en numeración romana (XXX).